# Trofeo ACEB (catalán)
El Trofeo ACEB es un trofeo entregado por la Asociación Catalana de Entrenadores de Básquet. Desde el año 2012 se denomina 
Trofeo ACEB (Memorial Albert Gasulla Angla) en homenaje a uno de sus socios fundadores.

## Ganadores

### Temporada 2011/2012
Los ganadores de esta año fueron:
- Mejor entrenador competición estatal: Jaume Ponsarnau Goenaga (Assignia Manresa)
- Mejor entrenador competición de la FCQB en Categoría Masculina: Enric Spa Matas (Platges de Mataró)
- Mejor entrenador competición de la FCQB en Categoría Femenina: Sergio Manzano Vázquez (Joventut les Cort)

### Temporada 2012/2013
Los ganadores de esta año fueron:
- Mejor entrenador competición estatal: Anna Caula Paretas (UNI Girona)
- Mejor entrenador competición de la FCQB en Categoría Masculina: Francisco Redondo Macias (Joventut Badalona)
- Mejor entrenador competición de la FCQB en Categoría Femenina: Victor Torres Bellosta (C. E. Joventut de L'Hospitalet)